# Казоле д'Елса
Ка̀золе д'Ѐлса (на италиански: Casole d'Elsa) е малко градче и община в централна Италия, провинция Сиена, регион Тоскана. Разположено е на 417 m надморска височина. Населението на общината е 3880 души (към 2010 г.).